# Соломаха Віталій Костянтинович
Віталій Костянтинович Соломаха (2 жовтня 1931, село Лозовий Яр, тепер Яготинського району Київської області — 13 жовтня 2022, Київ) — український радянський партійний діяч, міністр м'ясної і молочної промисловості УРСР. Депутат Верховної Ради УРСР 10—11-го скликань.

## Біографія
Член КПРС з 1953 року.
У 1955 році закінчив Київський ветеринарний інститут.
У 1955—1958 роках — старший ветеринарний лікар Костянтинівської машинно-тракторної станції (МТС) Запорізької області.
У 1958—1962 роках — секретар Куйбишевського районного комітету КПУ, голова виконавчого комітету Куйбишевської районної ради депутатів трудящих Запорізької області.
У 1962—1963 роках — 1-й секретар Куйбишевського районного комітету КПУ Запорізької області. У 1963—1965 роках — секретар партійного комітету Куйбишевського виробничого управління Запорізької області. У 1965—1970 роках — 1-й секретар Куйбишевського районного комітету КПУ Запорізької області.
У 1970 — 15 лютого 1974 року — 1-й заступник голова виконавчого комітету Запорізької обласної ради депутатів трудящих.
У 1974—1975 роках — заступник міністра — начальник Головного управління тваринництва і ветеринарії Міністерства радгоспів Української РСР. У 1975 — грудні 1978 року — 1-й заступник міністра радгоспів Української РСР.
8 грудня 1978 — листопад 1985 року — міністр м'ясної і молочної промисловості Української РСР.
У грудні 1985 — листопаді 1989 року — заступник голови Держагропрому Української РСР — начальник Головного управління по виробництву, заготівлях і переробці продуктів тваринництва.
З листопада 1989 року — 1-й заступник голови республіканського комітету харчової і переробної промисловості Української РСР.
У 1991 році вийшов на пенсію. Помер на 92-му році життя 13 жовтня 2022 року.

### Родина
- Донька — лікар-дерматовенеролог, доктор медичних наук Світлана Возіанова (нар. 1960).
- Зять — лікар-уролог, доктор медичних наук Сергій Возіанов (нар. 1960)[1].

## Нагороди
- ордени
- медалі
- лауреат Державної премії Української РСР в галузі науки і техніки (1989) — за цикл робіт «Розробка наукових основ та технології біологічно активного молочного продукту „Геролакт“ і бактеріальної закваски „Стрептосан“, їх промислове виробництво та застосування з метою вдосконалення структури харчування населення старшого віку»[2]